# Энгельхарт, Йозеф

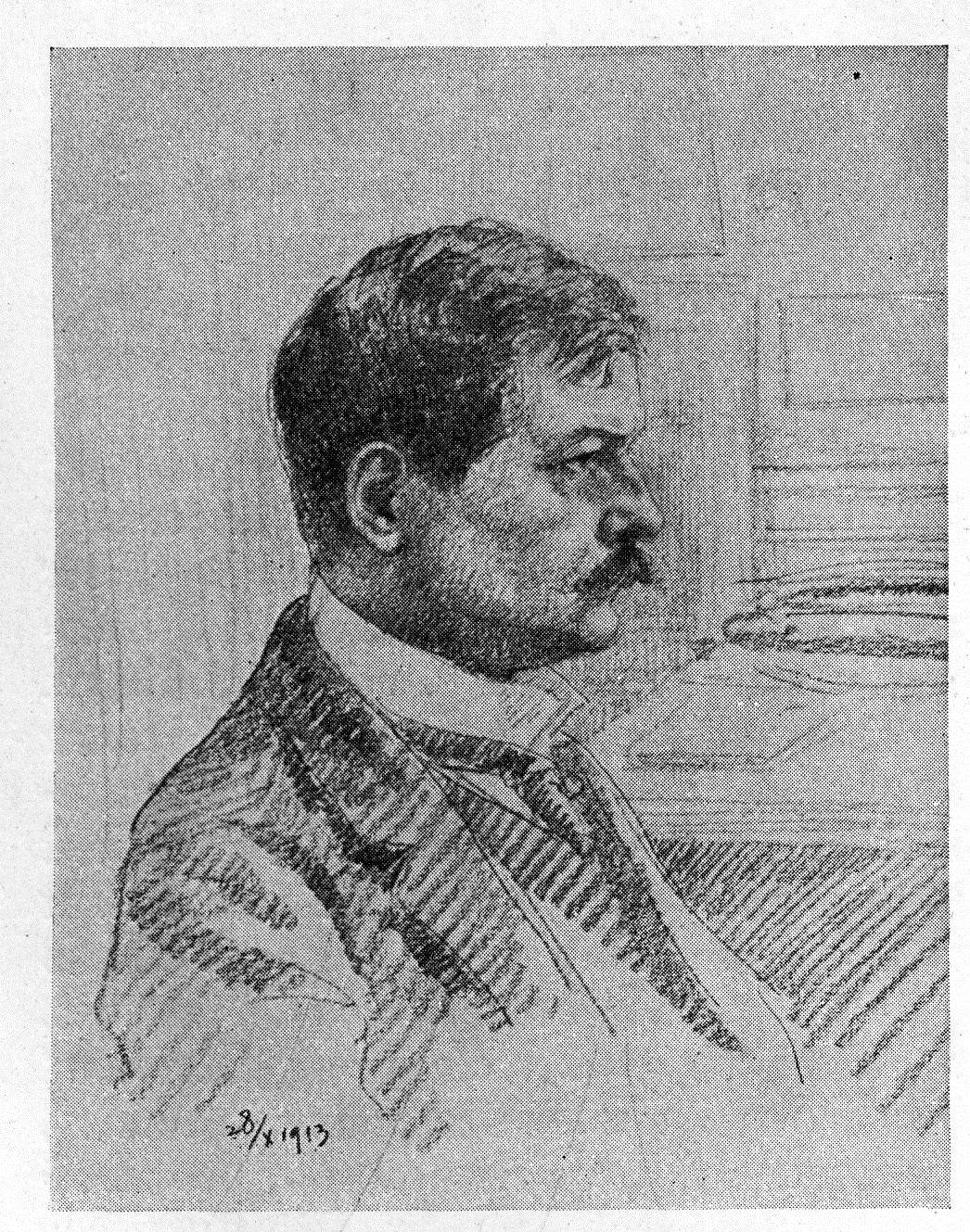
Автопортрет. 1913

Йозеф Антон Энгельхарт (нем. Joseph Anton Engelhart; 19 августа 1864[…], Вена — 19 декабря 1941[…], Вена) — австрийский художник и скульптор. Один из значимых художников на художественной сцене Вены 1900-х годов и один из основателей Венского сецессиона.

## Биография

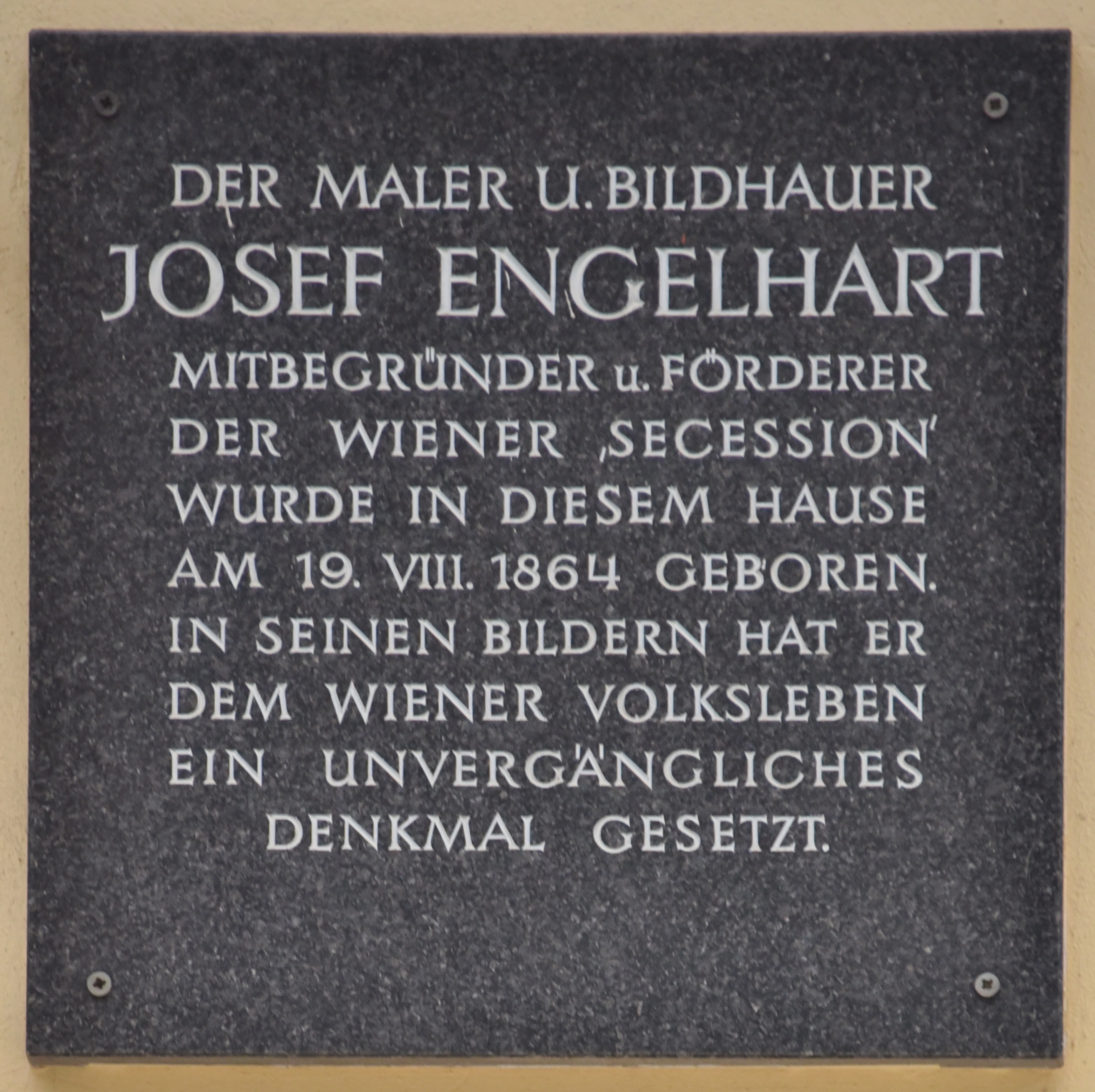
Мемориальная доска на месте его рождения на Лёвенгассе в Вене

Йозеф Энгельхарт был сыном мясника Йозефа Антона Энгельхарта (1838—1900) и его жены Марии Апфельталер (1842—1933). Родился и вырос в Эрдберге. После посещения Высшей реальной школы на Радецкиштрассе и получения аттестата средней школы он учился в Академии изящных искусств в Вене с 1882 года и в Академии изящных искусств в Мюнхене с 1883 года. Там его учителями были Габриэль фон Хакль, Иоганн Каспар Хертерих и Людвиг Леффц. В 1887 году Энгельхарт вернулся в Вену, где познакомился с писателями Людвигом Гангофером, Эдуардом Пётцлем и Винценцем Кьяваччи и вступил в ассоциацию художников «Общество Хагена» (Hagengesellschaft). В 1888 году он был принят в объединение художников Вены и впервые выставил там две свои картины. В 1891-1892 годах Энгельхарт отправился в Париж, где ознакомился с последними тенденциями в искусстве, а также выставил несколько своих работ в Национальном обществе изящных искусств. Энгельхарт отправился в Испанию, а затем в 1893 году снова вернулся в Вену и применил новые полученные знания в своей работе.
Энгельхарт пользовался все большим успехом у публики, в то время как напряженность между ним и другими художниками-единомышленниками и консервативными членами Венского дома художников росла. В 1894 году он совершил учебную поездку в Таормину вместе с Теодором фон Хёрманном. В 1895 году он участвовал в Международной художественной выставке в Венеции и побывал в Брюсселе и Антверпене. В том же году он женился на Эдите Маутнер фон Маркхоф (1871—1967), дочери Карла Фердинанда Риттера Маутнера фон Маркхофа. Из-за женитьбы ему пришлось отказаться на некоторое время от живописи. Молодая пара оставалась в Мюнхене до осени 1896 года. При возвращении в Вену, растущая напряженность в доме художников привела к отделению ряда художников и основанию Сецессиона . Помимо Энгельхарта, в Сецессион входили Густав Климт, Коломан Мозер и Карл Молль, а 85-летний Рудольф фон Альт принял на себя почетное председательство. В последующие годы Йозеф Энгельхарт в значительной степени приостановил свою художественную деятельность и посвятил себя организации и экономическому развитию нового объединения. Благодаря многочисленным связям ему удалось привлечь самых известных международных художников для выставок в Вене. Участники объединения получили моральную поддержку от визита императора Франца-Иосифа на открытие выставки Сецессиона и от бургомистра Вены Карла Люгера. С весны 1899 года по апрель 1900 года Энгельхарт занимал пост председателя Сецессиона. Одновременно с этим он продолжал много путешествовать. В 1900 году Макс Либерман назначил Энгельхарта иностранным членом Берлинского сецессиона.

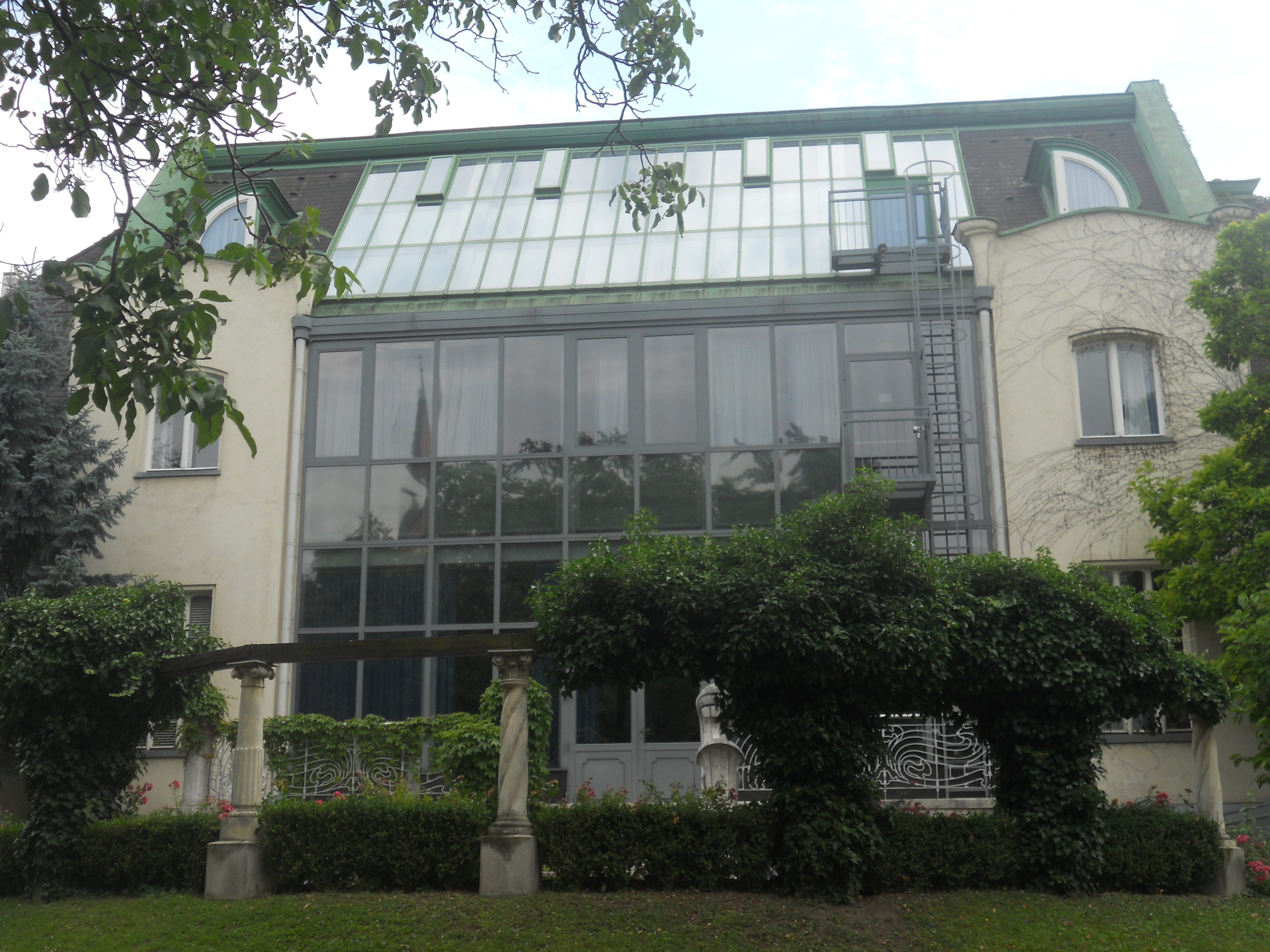
Бывшая студия Энгельхарта на Хофштайнгассе 15/Хафенгассе 1а

В 1901 году Энгельхарт приобрёл дом на Штайнгассе, 15, который был основательно перестроен Фердинандом Фельнером III. Внутри была двухэтажная мастерская. Коломан Мозер разработал декор плитки на фасаде. В том же году получил Рыцарский крест ордена Франца-Иосифа. Далее он стал все более сосредотачиваться на скульптуре, и в 1904 году ему было поручено сделать скульптуру по случаю его 60-летия. День рождения Карла Люгера для проектирования фонтана Карла Борромауса, который он выполнил вместе с Йозефом Плечником. Энгельхарт принял участие во Всемирной выставке в Сент-Луисе и получил там бронзовую и золотую медали. В 1905 году группа вокруг Густава Климта отделилась внутри Сецессиона, а Энгельхарт возглавил оставшихся художников, которые были более консервативны, чем прежние. Вскоре стало очевидно, что группа Климта может привлечь больше внимания, чем люди Энгельхарта. В 1905 году Коломан Мозер женился на сводной сестре жены Энгельхарта, Эдите Маутнер фон Маркхоф, и переехал в район Энгельхарта, но отношения между художниками оставались натянутыми, поскольку Мозер принадлежал к другой группе. В 1906 году Энгельхарт со всей семьей оставил католическую церковь и стал протестантом.
В 1909 году Энгельхарт получил заказ на памятник Вальдмюллеру в парке Венской ратуши. 34-я выставка «Сецессион» стала первой крупной коллективной выставкой Энгельхарта, на которой было представлено 233 работы. В 1910 году в Граце последовала коллективная выставка, на которой было представлено 128 работ. Он стал президентом Венского Сецессиона во второй раз. В 1911 году он предоставил дизайн для коллекционных картин Stollwerck от имени кельнского производителя шоколада Людвига Столлверка
После начала Первой мировой войны Энгельхарт устроил в своем доме резервный госпиталь для раненых солдат и записался военным художником в Кварталы военной прессы на фронт, где он стал активным участником событий в восточной Галиции, Боснии и на фронте Изонцо. В 1917 году император Карл I пожаловал Энгельхарту профессиональное звание профессора. В своих многочисленных картинах он показал тяжелую судьбу пострадавших от войны людей на фронте, а также нищету в Вене после окончания войны.
В 1919 году прошла ещё одна большая коллективная выставка Энгельхарта в Сецессионе с 267 работами. Однако он выступал против последних тенденций и событий в художественной среде, что не способствовало его успеху. В последующие годы он ограничился написанием портретов членов семьи и портретов общественных деятелей, таких как канцлер Игнац Зайпель. Энгельхарт всегда был политически консервативен, был сторонником Люгера и не мог смириться с падением монархии. В 1926 году он окончательно покинул Сецессион. В 1935 году попал в серьёзную дорожную аварию, последствия которой также затруднили его творческую деятельность. После «присоединения» Австрии к Германскому рейху Энгельхарт подал заявление о приеме в Союз немецких художников Австрии. В том же году был отлит из бронзы и, наконец, открыт для публики в 1991 году созданный гораздо раньше каретный памятник Энгельгарта. В 1940/41 году картины Энгельхарта в последний раз экспонировались на рождественской выставке Венского общества изящных искусств в здании Сецессиона. Энгельхарт умер от рака в 1941 году и был похоронен в почётной могиле (группа 16Н, могила 1) на Центральном кладбище Вены. Его мемуары были опубликованы в 1943 году, но, кроме нескольких сохранившихся экземпляров, все издание было уничтожено. В 1951 году его именем был назван переулок в венском Хитцинге.
Интерес Энгельхарта в живописи был, в основном, в изображении людей, будь то обнаженные тела, портреты, народные или социальные сцены. Он также неоднократно рисовал собственную семью. Под влиянием французского импрессионизма его обращение с цветом и светом особенно впечатляет. Энгельхарт во все времена оставался приверженцем реалистической изобразительной живописи.
Энгельхарта, который был одним из самых важных и успешных художников в Австрии при жизни и который не в последнюю очередь был движущей силой Венского сецессиона, все чаще забывали в последние годы его жизни и особенно после его смерти. Но в последние годы к его творчеству уделяется повышенное внимание. За выставкой Венской городской и государственной библиотеки в 1992 году последовала в 2009 году первая всеобъемлющая выставка работ Энгельхарта после его смерти в венской Гермесвилле .
Его дочь Элизабет Энгельхарт была замужем за физиком, пионером радио и изобретателем Робертом фон Нейман-Эттенрайхом (1892—1951).

## Работы

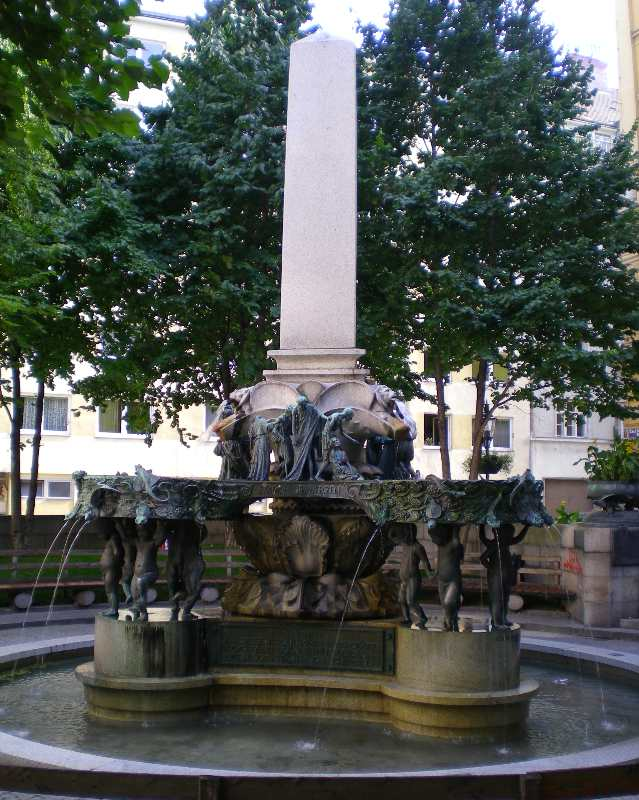
Фонтан Карла Борромеуса на венской улице Ландштрассе

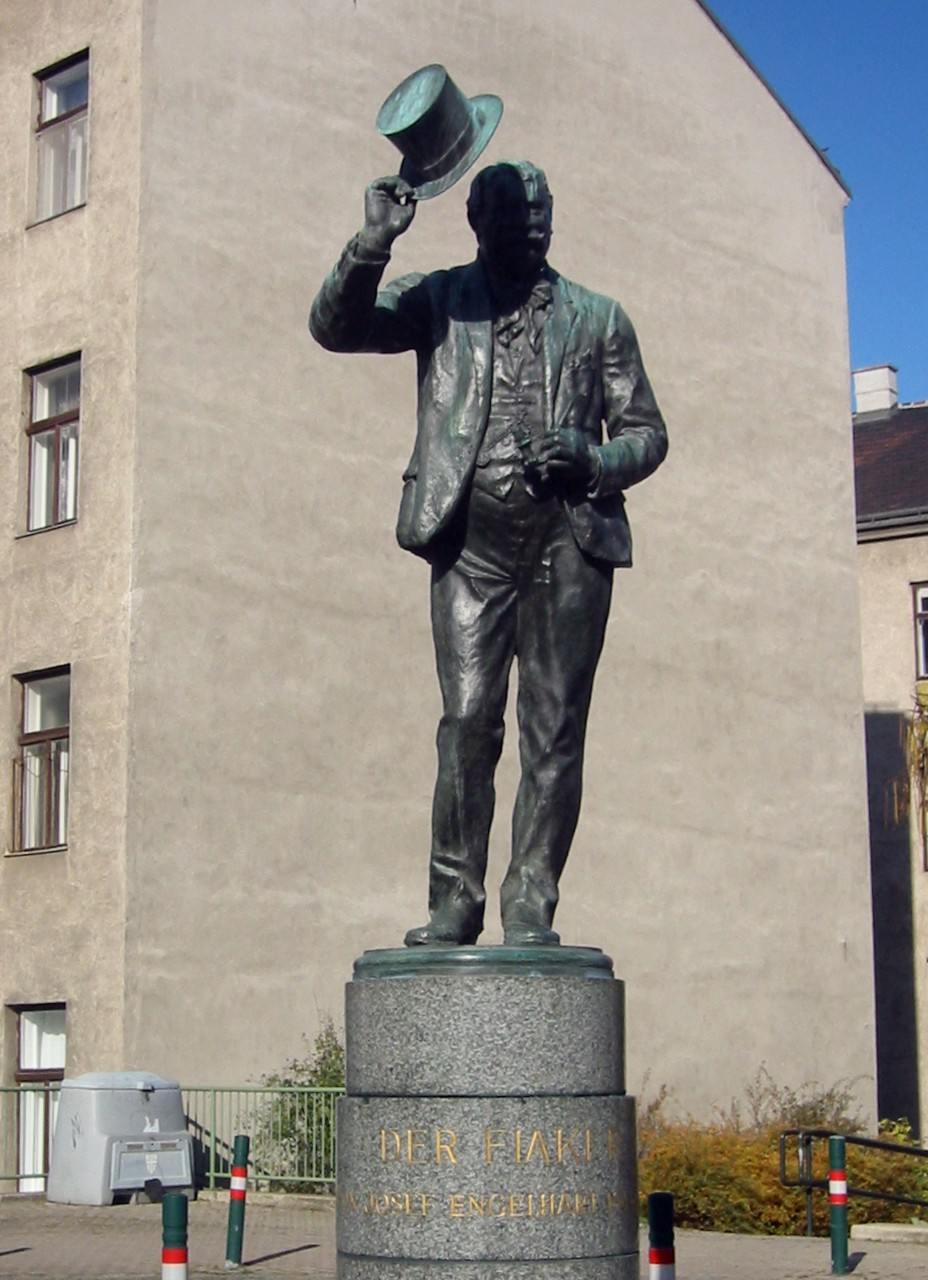
Памятник фиакеру на Фиакерплац в Вене

### Картины
- Адам и Ева после грехопадения, (?), 1885, (?), (Размеры ?)
- Банда, (?), вероятно, 1888, (?), (Размеры?)
- Обнаженная в сельской местности (Кюнцельзау, собрание Вюрта, инв. № 2.615), 1889 г., бумага, гуашь, 22 × 47 см.
- Бал на Хангштате (Венский музей, инв. № 34.315), 1890 г., холст, масло, 100,8 × 150,5 см.
- Кукуруза Erdberg (Венский музей, инв. № 42.738), 1890 г., холст, масло, 58 × 37 см.
- Автопортрет в цилиндре (Вена, Бельведер, инв. № 5.867), 1892 г., панель, масло, 61 × 46,5 см.
- Вид из моего окна (Вена, Бельведер, инв. № 1.039), 1892 г., бумага, темпера, 65 × 60 см.
- Игроки в карты (Венский музей, инв. № 42.737), 1893 г., холст, масло, 65 × 80 см.
- В ресторане в саду (Вена, Бельведер, инв. № 5.212), 1893 г., панель, масло, 28 × 26 см.
- Портрет дамы из Таормины (Венский музей, инв. № 214.440), 1894 г., пастель, 64 × 49,5 см.
- Коровы у воды (Санкт-Пёльтен, Государственный музей Нижней Австрии, инв. № 6589), 1895 г., холст, масло, 92 × 136,3 см.
- Купальщицы в Вальдзее (Венский музей, инв. № 214.434), холст, масло, 70 × 100 см
- Karnerleute (St. Pölten, Государственный музей Нижней Австрии, инв. № 6533), 1900 г., холст, масло, 115 × 115 см.
- Обнаженная на улице (Венский музей, инв. № 214.430), 1900 г., холст, масло, 120 × 65,5 см
- Ложа в Софиенском зале (Венский музей, инв. № 45.641), 1903 г., холст, масло, 100 × 95 см.
- Цветочницы (Венский музей, инв. № 214.431), 1903 г., холст, масло, 192 × 150 см
- Ракс (Венский музей, инв. № 74.701), 1905 г., холст, масло, 94 × 104 см.
- Изгнанные (Венский музей, инв. № 214.441), 1915 г., пастель, 56 × 118 см.
- Вена в 1918 году (Венский музей, инв. № 42.739), 1918, холст, масло, 148 × 191 см
- Северный вокзал на 8-м ноябрь 1918 г. (Венский музей, инв. № 143.681), 1918 г., панель, масло, 59,5 × 73,8 см
- Портрет канцлера прелата Игнаца Зайпеля, 1929, холст, масло, Военно-исторический музей, Вена

### Скульптура
- Памятник Роберту Коху на Бриуни, около 1900 г.
- Бюст Йозефа Плечника (Вена, Бельведер, инв. № 1.052), 1907 г., бронза, 35 см.
- Фонтан Карла Борромеуса (Вена, площадь Карла Борромеуса), 1904-09.
- Могила Рудольфа фон Альта (Вена, Центральное кладбище)
- Могила Петера Хабига (Вена, Центральное кладбище)
- Памятник Вальдмюллеру (Вена, Rathauspark), 1908—1913 гг., Мрамор.
- Бюст Игнаца Зайпеля (Вена, университет), 1933 г.
- Памятник Фиакеру (Вена, Фиакерплац), 1938 г., бронза
- Иоанн Креститель (мавзолей Штольверк), бронза

### Мемуары
- Йозеф Энгельхарт: Венский художник рассказывает — Моя жизнь и мои модели, Wilhelm Andermann Verlag, Вена, 1943 г.

## Использованная литература
- Engelhart, Josef // Österreichisches Biographisches Lexikon 1815–1950 (ÖBL). — Wien: Verlag der Österreichischen Akademie der Wissenschaften, 1957. — Bd. 1. — S. 251.
- Herwig Würtz (Hrsg.): Josef Engelhart. Ein Wiener Maler 1864—1941. Wiener Stadt- und Landesbibliothek, Wien 1991
- Hans Bisanz: Der Maler Josef Engelhart. Mitbegründer der Wiener Secession. Wien 1997
- Erika Oehring (Hrsg.): Josef Engelhart. Vorstadt und Salon. Ausstellungskatalog. Christian Brandstätter Verlag, Wien 2009
- Neumayer / Witeschnik: «'Der Zeit ihre Kunst, der Kunst ihre Freiheit', Geschichten und Anekdoten von Leonardo da Vinci bis Hundertwasser», Neff-Brevier, Neff Verlag, Wien 1975, S. 129